# Shafer Mahoney
Shafer S. Mahoney (Albany, 1968) is een Amerikaans componist, muziekpedagoog en dirigent.

## Levensloop
Mahoney studeerde aan de Princeton-universiteit in Princeton en behaalde aldaar zijn Bachelor of Arts. Vervolgens studeerde hij aan de Eastman School of Music van de University of Rochester in Rochester en behaalde zijn Master of Arts. Zijn studies voltooide hij eveneens aan de Eastman School of Music en promoveerde tot Ph.D. (Philosophiæ Doctor) met de proefschrift David Lang's "International Business Machine" : an analysis alsook het werk Noisemaker, voor orkest. Tot zijn compositieleraren behoorden Samuel Adler, Warren Benson, David Liptak, Steven Mackey, Christopher Rouse en Joseph Schwantner.
Sinds 2006 is hij docent voor compositie aan de bekende Juilliard School of Music in New York. Vanaf 2010 is hij als professor verbonden aan het Hunter College van de City University of New York (CUNY). 
Als componist schreef hij werken voor diverse genres. Hij ontving twee keer de Broadcast Music, Inc (BMI) Student Composer Award (1991, 1992), de Bearns Prijs en de American Society of Composers, Authors and Publishers (ASCAP) Morton Gould Award. Sinds 1999 is hij lid van het American Composers Forum.

## Composities

### Werken voor orkest
- 2005 Sparkle
- Noisemaker, voor orkest

### Werken voor harmonieorkest
- 1999 Sparkle - première tijdens de Conference van de World Association for Symphonic Bands and Ensembles in 1999 in San Luis Obispo
- 2001 Symfonie in Es majeur, voor harmonieorkest
  1. Fanfare
  2. Africa or Ithaca
  3. Blue
  4. Clang
  5. White Oaks Lane
  6. March
- Three Pieces, voor harmonieorkest

### Vocale muziek

#### Werken voor koor
- Two Brontë Songs, voor vrouwen- of jeugdkoor en piano - tekst: Emily Brontë
  1. Cold clear and blue
  2. I know not
- Cold, clear and blue, voor jongenskoor - tekst: Emily Brontë

#### Liederen
- 1991 Three songs, voor mezzosopraan en piano

### Kamermuziek
- 1996 Dance Machine
- 1996 Peggy's music box
- 2005 Strijkkwartet
- 2009 Koperkwintet
- Comet Rag, voor saxofoon- of klarinetkwartet
- Everything has a clock, voor hobo solo
- Little dances of suggestion and fear, voor dwarsfluit (ook piccolo), viool en cello
- Shining River, voor dwarsfluit en harp
- Six Miniatures, voor dwarsfluit solo
- Time-motion studies, voor viool solo

## Publicaties
- David Lang's "International Business Machine": An Analysis ; Noisemaker, Eastman School of Music, University of Rochester, 1999. 165 p., ISBN 978-0-599-25849-5
- samen met Robert Freeman: The Eastman Colloquium on Teaching Music as a Liberal Art, College Music Society, 1996. 51 p., ISBN 978-0-965-06472-9